# Dixie Station
Dixie Station var en punkt i Sydkinesiska havet, omkring 130 kilometer (70 nautiska mil) utanför Phan Rang i södra Vietnam. Det var från Dixie Station som amerikanska flottans hangarfartyg genomförde flygoperationer mot FNL-gerillan under Vietnamkriget. Stationen upprättades 15 maj 1965 som en motsvarighet till Yankee Station 500 kilometer (270 nautiska mil) längre norrut.
Uppdragen som flögs från Dixie Station var huvudsakligen direkt flygunderstöd till amerikanska trupper som bekämpade gerillan i Sydvietnam, till skillnad från flyganfallen från Yankee Station som var riktade mot Nordvietnams industri, försvarsanläggningar och underhållsvägar, framför allt Ho Chi Minhleden.
Namnet är en analogi till Yankee Station. Eftersom Yankee Station låg i norr var det naturligt att motsvarande station i söder skulle få namnet Dixie.